# Atractiella muscigena
Atractiella muscigena är en svampart som först beskrevs av Speg., och fick sitt nu gällande namn av Speg. 1910. Atractiella muscigena ingår i släktet Atractiella och familjen Phleogenaceae.   Inga underarter finns listade i Catalogue of Life.